# Sochaux

Sochaux este o comună din departamentul Doubs, în regiunea Franche-Comté din estul Franței.

## Sport
În oraș activează clubul de fotbal FC Sochaux-Montbéliard care în prezent evoluează în Ligue 2. Pe 13 mai 2007, FCSM a învins-o pe Olympique de Marseille în finala Coupe de France, câștigând trofeul pentru prima oară din 1937.
1. ↑  répertoire géographique des communes, accesat în 26 octombrie 2015